# Candra Kencana
Candra Kencana is een bestuurslaag in het regentschap Tulang Bawang Barat van de provincie Lampung, Indonesië. Candra Kencana telt 8719 inwoners (volkstelling 2010).